# Стринги
Стри́нги (англ. strings) — різновид «міні» трусів з одного або двох трикутників, сполучених смужками тканини або шнурами, при носінні яких значна частина сідниць залишається відкритою. Носять стринги значно частіше жінки.
Назва походить від англ. string («шнурок, тятива, нитка»). В англійській стринги називають по-різному: thong — мікро-трусики зі смужками, а string — мікро-трусики зі шнурами. Окрім того, слово string використовують у складі складних найменувань різновидів цього купального одягу. Походження слова thong — від давн-англ. thwong («гнучкий шкіряний шнур або батіг»). Від стрингів слід відрізняти танга (англ. tanga), що являють собою звичайні трусики-сліпи, але з відкритими сідницями, а також бразильські труси.
Гінекологи застерігають щодо жіночої спідньої білизни, особливо щодо стрингів і танга. Тонка смужка стрингів виступає переносником бактерій і може бути причиною багатьох захворювань (наприклад, молочниці). Синтетична білизна, що щільно прилягає до шкіри, перекриває при цьому доступ кисню до шкіри і порушує кровообіг.

## Історія

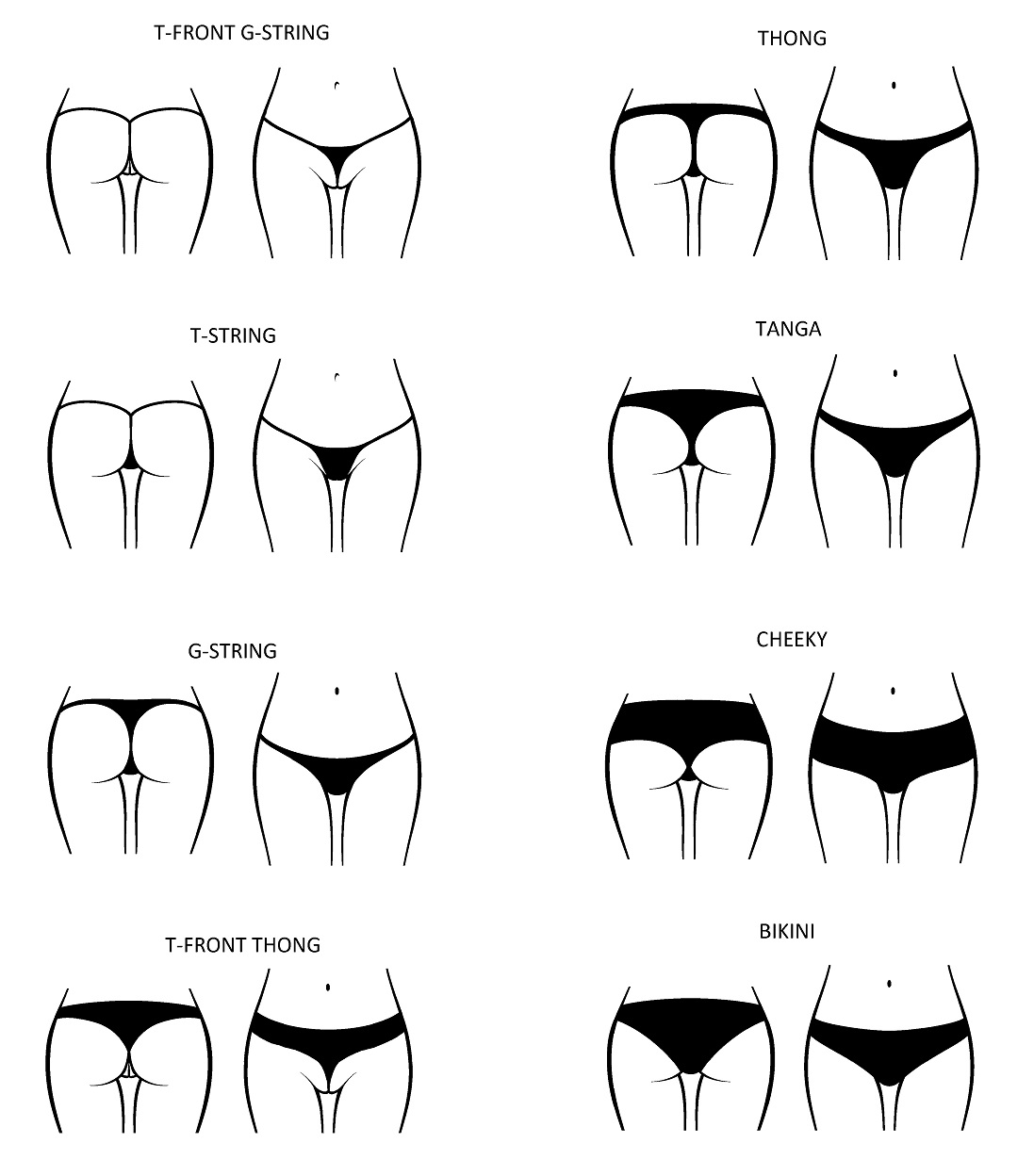
Види жіночих міні-трусів

Стринги — ймовірно, найраніша форма одягу, відома людству. Створена в Сахарі, де одяг почали використовувати майже 75 000 років тому. Багато племен носили стринги протягом століть. Стринги походять від ранньої форми одягу — настегенних пов'язок, які були предметом одягу чоловіків. Однак у сучасній західній культурі танга має більше поширення серед жінок, а не чоловіків, як в стародавні часи. Ймовірно, стринги були спочатку створені первісними народами, щоб приховати чоловічі геніталії. У сучасному одязі вони спочатку стали популярними як вид купальника в Бразилії.
Перший прямий нащадок настегенної пов'язки типу стрингів — суспензорій — пристосування у вигляді мішечка (зазвичай з бавовняної тканини) для підтримування калитки, винайдений в Чикаго в 1874.
Перша в історії рекомендація використовувати стринги: у 1939 році в Нью-Йорку мер розпорядився, щоб голі балерини одягнулися пристойніше.
Стринги спочатку називали V-strings («V-шнурками»). З 1980-х і особливо в 1990-х стринги отримали широке поширення почали отримувати широке поширення та популярність в США та Європі. У наш час[коли?] стринги користуються попитом в усьому світі. Поширення їх пов'язане з поп-культурою і, особливо, поп-музикою. Продажі склали більш ніж $ 2 мільярди в 2006 році.
Одна перевага, приписана носінню стрингів, полягає в тому, що безшовна гумка і досить пласка «невидима» передня частина трусів зазвичай не помітна навіть під тонким або обтислим одягом світлого кольору. Хоча популярність носіння стрингів в Америці сягнула піку тільки в минуле десятиліття, в Європі це було звичайним протягом багатьох років.
Існують купальники з плавками-стрингами. На європейських пляжах, особливо в Іспанії та Німеччини, прийнято носити такі купальники. Одним з основних переваг купальника-стрингів є те, що він дозволяє отримати більш рівномірну та привабливу засмагу.

## Види

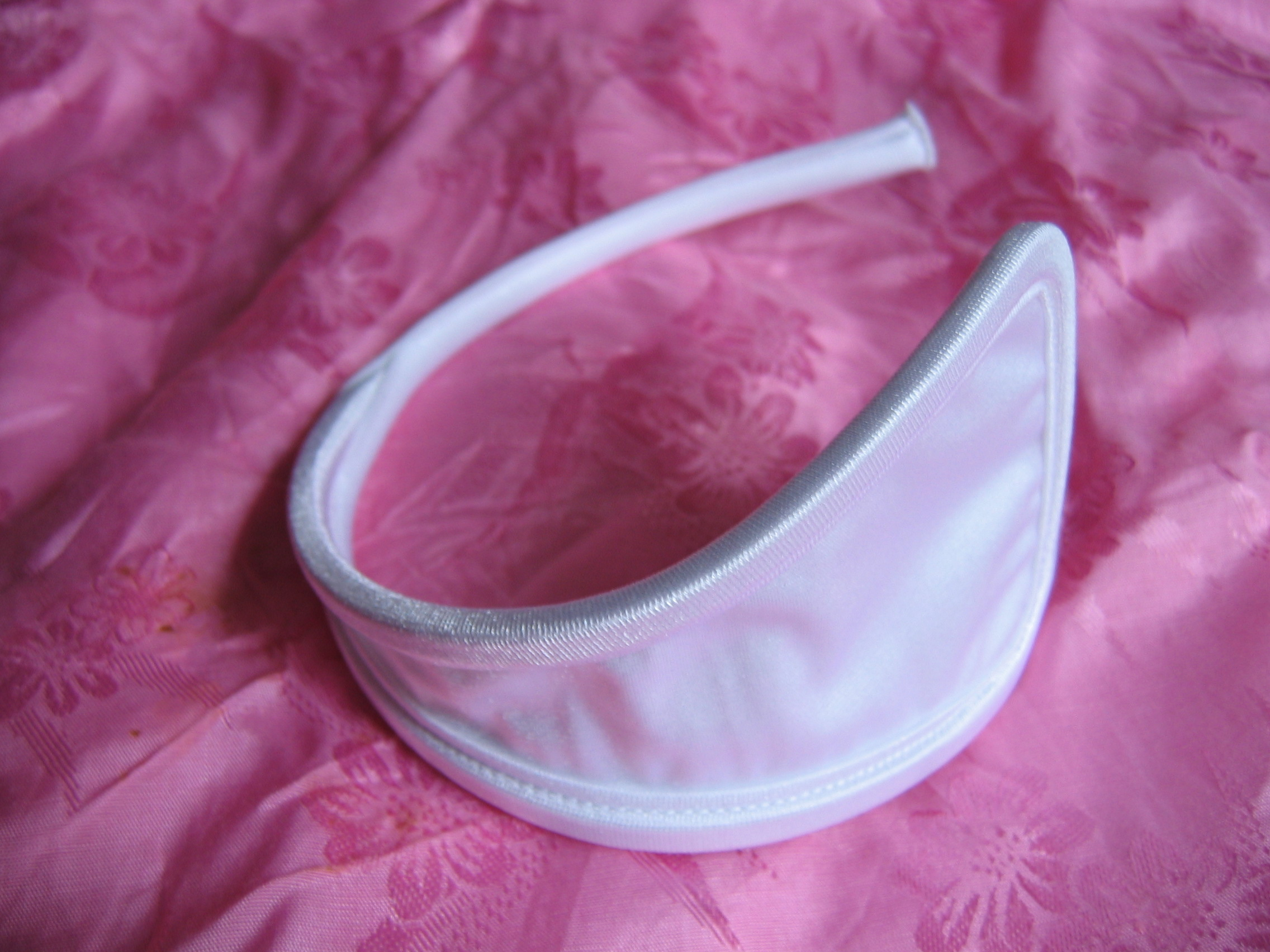
С-стринги

Розрізняють 4 різновиди стрингів: T-стринги, G-стринги, V-стринги та C-стринги.
- T-стринги ззаду утворюють перетин всього із трьох тонких тканинних ліній у вигляді літери «T». T-стринги існують у двох підвидах: T-бек стринги (T-back string) — з вертикальною лінією ззаду і T-фронт стринги або «T-фронти» (T-front string) — з вертикальною лінією попереду. В англійській мові також вживаються терміни T-front thong і T-back thong: щодо стрингів з вузькими смужками замість шнурів.
- G-стринги ззаду утворюють невеликий трикутник. Бічні кріплення-шнури G-стрингів можуть виробляти з прозорого матеріалу: це робить їх візуально схожими з C-стрингами.
- V-стринги схожі на G-версію, але трикутник утворений з тонких ліній, у центрі яких немає тканини.
- C-стринги не мають бічних кріплень, тримаються за рахунок своєї конструкції, що нагадує каркас, з тонких силіконових смужок на обох кінцях.

| Задня частина    | Бічні частини | Бічні частини     | Бічні частини | Бічні частини       |
| Задня частина    | Шнурок        | Зав'язка          | Широка смужка | Без бічних кріплень |
| ---------------- | ------------- | ----------------- | ------------- | ------------------- |
| Мале покриття    | V-стринги     | T-стринги         |               | Маебарі             |
| Середнє покриття | G-стринги     |                   | Танга         | C-стринги           |
| Високе покриття  |               | Бразильські труси | Чикі          |                     |

### Інші схожі види трусів
- Танга — труси з максимальним відкриттям сідниць, але з ширшою бічною частиною.
- Бразильські труси — труси з двох однакових трикутників середнього розміру, які приблизно наполовину прикривають сідниці
- Чикі (англ. cheeky, cheeky panty — «відверті», «нахабні») — труси з широкими бічними частинами, що більше закривають тіло, ніж стринги або танга[5].
- Маебарі (яп. 前貼り) — японські труси, що тримаються на тілі без зав'язок, а за рахунок липкої поверхні (аналогічно стикіні). На відміну від C-стрингів, вони не мають пружної рамки і, як правило, закривають лише ділянку геніталій, залишаючи анус неприкритим. У деяких країнах словом maebari називають купальники без бічних зав'язок (strapless bikini). У 2014 році дизайнерка Дженні Б'юттнер зі своїм брендом Shibue Couture представила новий варіант маебарі (що закриває ділянку ануса), призначений для західного ринку і названий No-Line Strapless Panty[6].